# تپه شهر سوخته ۲۴
تپه شهرسوخته ۲۴ مربوط به هزاره سوم و ۲ قم است و در شهرستان زابل، ۳ کیلومتری جنوب غربی پایگاه شهر سوخته واقع شده و این اثر در تاریخ ۲۴ اسفند ۱۳۸۳ با شمارهٔ ثبت ۱۱۴۹۲ به‌عنوان یکی از آثار ملی ایران به ثبت رسیده‌است.